# Henri Reynders
Henri Reynders, redovničkog imena Bruno, poznat pod nadimkom Dom Bruno (Bruxelles, 24. listopada 1903. – Ottignies, 26. listopada 1981.), belgijski benediktinac, poznat po spašavanju četiri stotine Židova u Belgiji tijekom Drugog svjetskog rata za što je 1964. odlikovan pravednikom među narodima.
Rođen je kao peto od osmero djece u dobrostojećoj katoličkoj obitelji u Bruxellesu, u kojem pohađa klasični grčki i latinski studij u katoličkoj školi. Završivši školu odlazi kao sedamnaestogodišnjak u benediktinsku opatiju Mont-César, u kojoj prolazi postulaturu i novicijat, završetkom kojeg 1922. odlazi na studij teologije i filozofije na Katoličko sveučilište u Leuvenu, na kojemu će i doktorirati te 1928. biti zaređen za svećenika. Tijekom studija objavljivao je članke u stručnim tiskovinama o antičkoj ranokršćanskoj i srednjovjekovnoj teologiji. Jedno vrijeme bio je i učiteljem sina vojvode de Guisea, pretendenta na francusku krunu. O njegovim preedavanjima pročulo se i izvan samostanske zajednice, pa su ga ubrzo redom pozivale brojne katoličke ustanove u Belgiji i izvan nje. Kao mladog svećenika privlačio ga je ekumenski i liturgijski duh opatije Chevetogne, svojevrsnog prethodnika Drugog vatikanskog sabora, koji je promovirao o. Lambert Beauduin, pa je u više navrata molio dopuštenje za odlazak iz matične opatije. Kako to nije bilo u duhu benediktinskog reda, zamolbe su mu odbijane. Ipak, 1968. želja mu je ispunjena.
Izbijanjem Drugog svjetskog rata dodijeljen je za kapelana 41. topničke pukovnije belgijske vojske. Nakon što su u svibnju 1941. njemačke snage osvojile Belgiju, šest mjeseci provodi u njemačkom logoru za ratne zarobljenike u Wolfsburgu i logoru za zarobljene časnike »Oflag VI-B« na sjeverozapadu Njemačke. Unatoč ozljedi noge, i u zarobljeništvu je pružao duhovnu i moralnu potrporu zatočenicima. Po oslobođenju se vraća nastavništvu u opatiju Mont-César te stupivši u dodir s pripadnicima belgijskog pokreta otpora organizira bijeg britanskih zrakoplovaca oborenih u belgijskom zračnom prostoru. Kada su okupacijske vlasti 1942. u Belgije počele provoditi uhićenja i deportacije Židova u sabirne logore, Reynders po naredbi svog redovničkog poglavara postaje kapelanom u domu za slijepe u valonskom zaseoku Hodbomont, koji je služio kao skrovište Židova za koje se skrbila skupina zauzetih katolika pod vodstvom odvjetnika Alberta van den Berga, čijim je bliskim suradnikom ubrzo postao. Uz podršku belgijske crkvene hijerarhije, redovničke subraće i nekoliko članova obitelji (uključujući i nećaka Michela, kasnije odlikovanog naslovom belgijskog viteza) stvorio je podzemnu mrežu suradnika, bilo pojedinaca bilo skupina što su sudjelovali u skrivanju Židova po katoličkim ustanovama (samostanima i internatima) i obiteljima koje su bile spremne udomiti židovsku djecu. Svjedočanstva navode kako je osobno posjećivao spašenu djecu i njihove udomitelje. Zbog razgranatosti mreže i brojnosti suradnika uključenih u akcije spašavanja, Gestapo je 1944. doznao za njegovu djelatnost i u njegovu odsustvu upao u opatiju Mont-César, nakon čega se Reynders skrivao zamijenivši redovnički habit civilnom odjećom. Svoju humanitarnu djelatnost nastavio je do oslobođenja Belgije u rujnu 1944., ali i kasnije, pomažući u spajanju ratom razdvojenih obitelji.
Završetkom rata pastoralno je i obrazovno djelovao u Belgiji, Francuskoj i Rimu, proučavajući teološku ostavštinu sv. Ireneja Lionskog, o kojem je 1954. objavio i leksikon »Lexique comparé du texte grec et des versions latine, arménniene et syriac de l'Adversus heareses de Saint Irénée«. Posljednju pastoralnu zadaću vršio je u Ottigniesu kod Louvaina, gdje se skrbio za starije, bolesnike i nemoćne. Obolio je od Parkinsonove bolesti, zbog koje se povukao u dom za starije te šest godina kasnije i preminuo od teškog prijeloma kosti. Pokopan je u opatiji Chevetogne. Deset godina nakon smrti, jedan trg u Ottigniesu imenovan je njemu u čast.